# レギュラシオン理論
レギュラシオン理論（仏: théorie de la régulation）とは、1970年代にロベール・ボワイエ、ミシェル・アグリエッタのようなフランスの官庁エコノミストたちによってつくられた経済学の理論。

## 概要
レギュラシオン理論の文脈における「レギュラシオン」は英語と異なり「規制」の意味ではなく「調整」の意味で用いられている。ここでいう「調整」は労使間の賃金交渉（個人交渉／団体交渉）、年金・医療等の社会保障、政府による裁量的財政・金融政策といった、社会全体を通じた経済主体間の利害調整のあり方を示しており、政府による「規制」のみを単純に示すものではない。「レギュラシオン」を「規制」ととらえ、「規制緩和」に反対し、政府による「規制」を重視する立場とするのは誤解である。ちなみに「調整」という概念を最初に使用したのはグルノーブル大学教授のジェラール・ド・ベルニス（Gérard Destanne de Bernis）である。

## 経緯
レギュラシオン理論ではマルクス経済学の立場を継承し、経済は賃労働関係を重要な柱とする生産体制（「蓄積体制」）により規定されると考える。ただし、マルクス経済学においては下部構造である「蓄積体制」に応じて、社会保障制度・経済政策といった上部構造である社会制度が一方的に規定されると考えるのに対して、レギュラシオン理論においては、ある蓄積体制は、その蓄積体制に応じた経済・社会制度（「調整様式」）が成立し、その調整を受けることで初めて十分に機能すると考えられており、蓄積体制と調整様式の関係は相互的ないしは補完的である（ただし、蓄積体制が経済におけるもっとも本源的な要素であるとする立場には変わりは無い）。これは政府の機能を重視したミハウ・カレツキやケインズ経済学の影響によるものと考えられる。
この考え方で1920年代〜1960年代の資本主義を俯瞰し、1920年代までは熟練労働・低賃金・生産部門生産中心を特徴とする「外延的蓄積体制」が、自由競争市場を前提とした「競争的調整様式」によって調整されていたとする。また、アントニオ・グラムシの「フォーディズム」に基づき、調整様式にボルボイズムやトヨティズム（トヨタ生産方式）を加え、特に後者をバンジャマン・コリアは評価して大野耐一から「オオノイズム」と名づけた。
この理論は、一般均衡理論の批判から始まり、ルイ・アルチュセールの構造主義批判、ピエール・ブルデューのハビトゥス概念の吸収など、新たな理論の構築を目指している。経済理論の構築にあたっては、経済モデルとしての操作性が高い「中理論」の構築を目指し、モデルのミクロ経済学的基礎付けについては消極的である。これに対してはモデル構築がアド・ホックだとする批判もある。

## 関連人物
- 佐々木崇暉
- 田島陽一